# Vieil opéra de Francfort

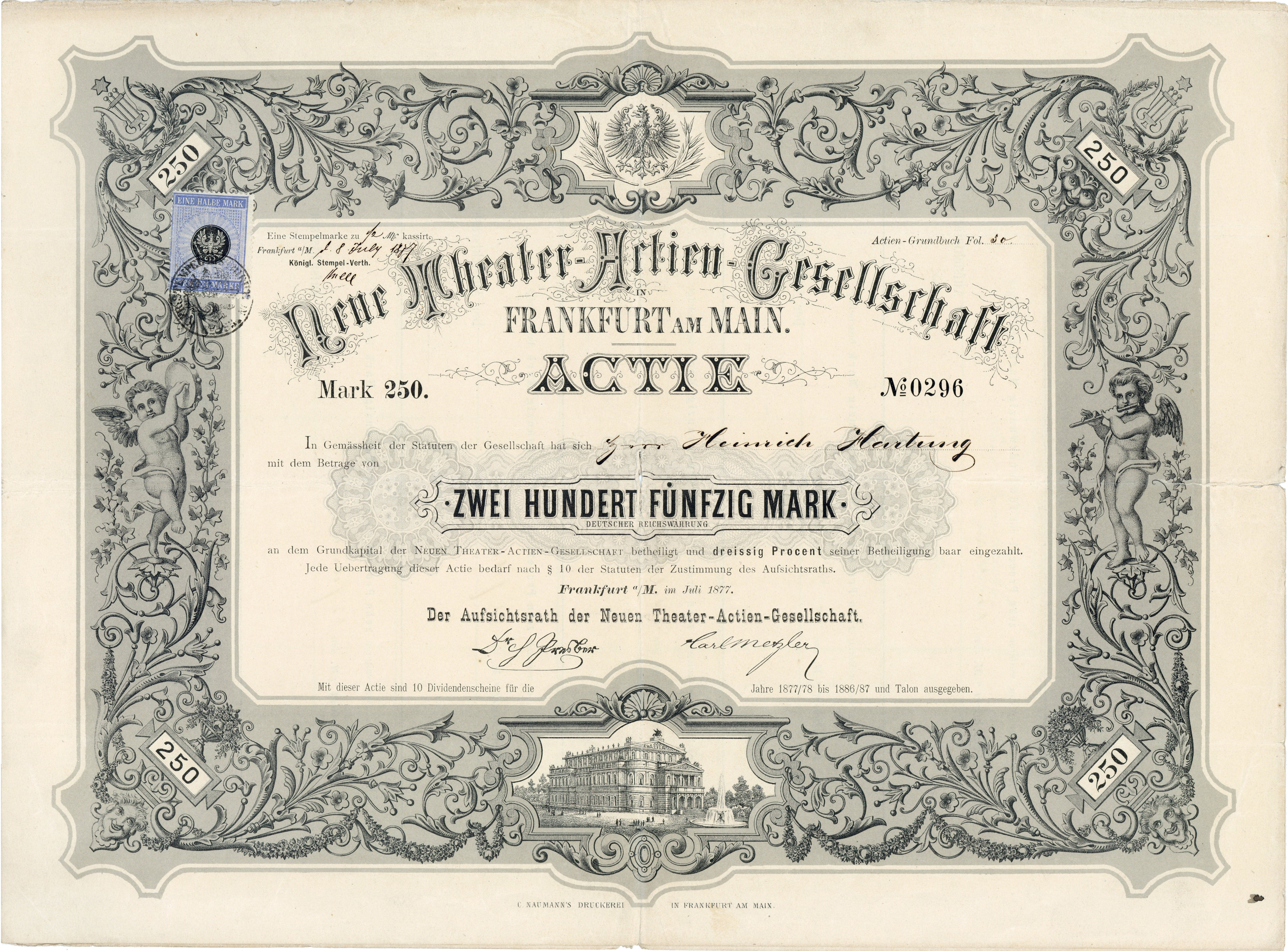
Action de fondation de la Neue Theater-AG à Francfort-sur-le-Main de 250 marks, émise en juillet 1877. La cession de l'opéra et du théâtre à la société s'est faite sur la base du contrat conclu avec la ville de Francfort-sur-le-Main le 21 février 1877, qui n'a expiré qu'en 1929 après six prolongations.

Le vieil opéra de Francfort (en allemand : Alte Oper) est une ses plus prestigieuses salles de concert et la maison de l'ancien opéra de Francfort-sur-le-Main en Allemagne. Le bâtiment a été inauguré le 20 octobre 1880. De nombreuses œuvres importantes y ont été jouées pour leur première notamment les Carmina Burana de Carl Orff en 1937.
Le bâtiment a été conçu par l'architecte berlinois Richard Lucae et financé par les citoyens de Francfort. Parmi les invités se trouvait l'empereur Guillaume Ier d'Allemagne, qui a été impressionné et a déclaré : « Je ne pouvais me permettre ce genre de chose à Berlin ». Les citoyens de Francfort, qui ont dû financer la structure (initialement prévue à un coût de deux millions de marks), ont été plutôt sceptiques au début.

## Après la Seconde Guerre mondiale

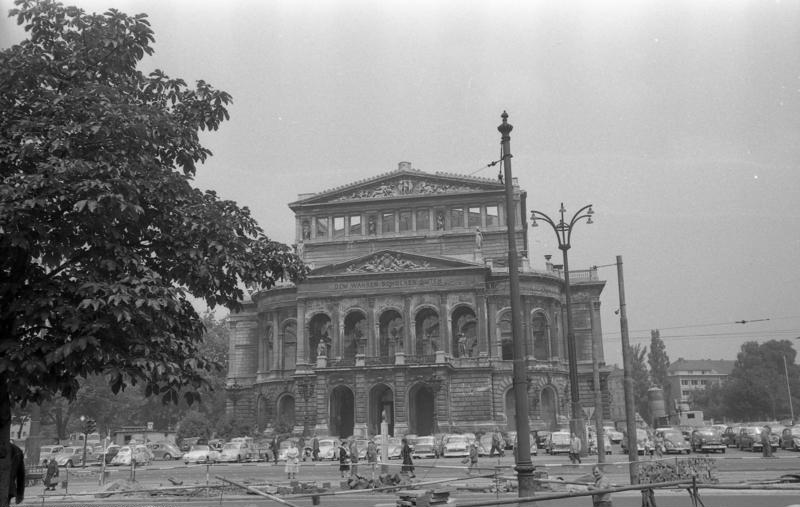
Les ruines de l'opéra en 1958.

Le vieil opéra a été presque entièrement détruit par les bombardements en 1944 (à l'exception d'une parties des façades), et dans les années 1960, le magistrat de la ville avait prévu de construire un immeuble de bureaux modernes à la place de la ruine. 
Le ministre de l'économie de la Hesse à l'époque, Rudi Arndt, a gagné son surnom de « Dynamit-Rudi » quand il a proposé de faire sauter tout simplement « la plus belle ruine d'Allemagne » en utilisant « un peu de dynamite ». Arndt dira plus tard que cela ne devait pas être pris au sérieux.

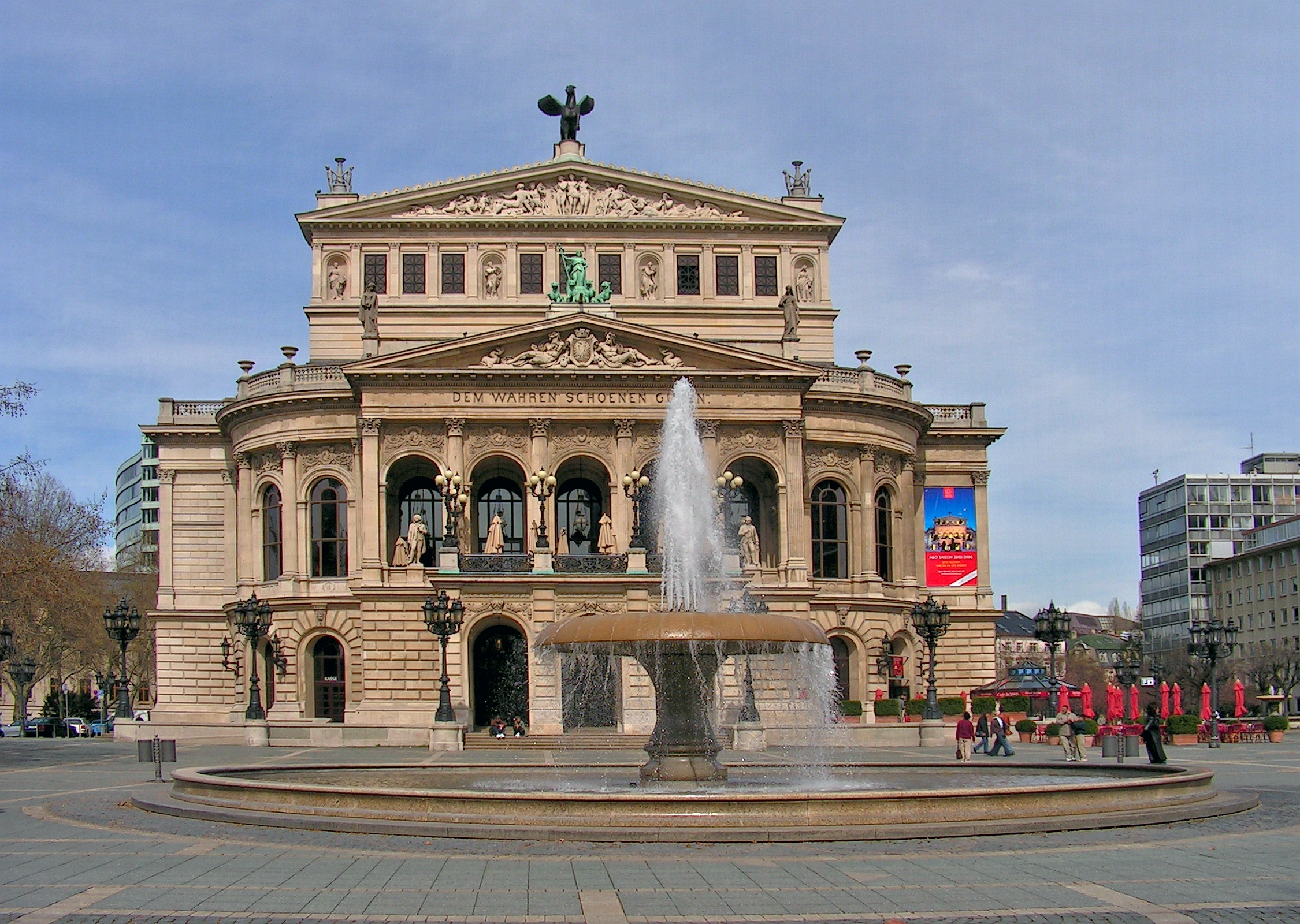
L’Alte Oper reconstruit en 1981.

Une initiative citoyenne a fait campagne pour collecter les fonds de la reconstruction après 1953 et recueilli 15 millions de DM. En fin de compte le coût était d'environ 160 millions de DM, l'Opéra a été rouvert le 28 août 1981 avec la Symphonie no 8 de Gustav Mahler, la Symphonie des Mille. Un enregistrement de ce concert, dirigé par Michael Gielen, est disponible sur CD.
Aujourd'hui, l'Alte Oper se compose de :
- La Grosser Saal Hall (Grand Hall), qui peut accueillir 2 500 spectateurs.
- Le Mozart-Saal, avec 700 sièges.
- D'autres salles plus petites, utilisées pour les conventions.

Parce que le nouvel Opéra de Francfort avait déjà été construit en 1951, le vieil opéra a été conçu pour être utilisé comme salle de concert depuis le début de sa reconstruction. Aujourd'hui, il accueille régulièrement des concerts et des pièces de théâtre.